# Germain Derycke
Germain Derijcke, nascido a 2 de novembro de 1929 em Bellegem e falecido a 13 de janeiro de 1978 em Bellegem, onde está enterrado, foi um ciclista belga, especialista em corridas de um dia.

## Palmarés
| 1951 - 1 etapa do Tour de France 1952 - 2 etapas do Volta à Argélia 1953 - Paris-Roubaix - Volta à Argélia, mais 2 etapas - 2 etapas da Volta a Marrocos - 2º no Campeonato do Mundo em Estrada 1954 - Flecha Valona - Através de Flandres, mais 2 etapas 1955 - Milão-Sanremo - Três Dias de Amberes - 2º no Campeonato de Bégica em Estrada - 3º no Campeonato do Mundo em Estrada | 1956 - 2 etapas da Paris-Nice 1957 - Liège-Bastogne-Liège - Tre Valli Varesine - Tour du Nord-Ouest da Suisse 1958 - Tour de Flandres - Grande Prêmio de Mônaco - 1 etapa do Giro di Sardegna |